# Las Flores (partido)
Las Flores (Partido del Carmen de las Flores) is een partido in de Argentijnse provincie Buenos Aires. Het bestuurlijke gebied telt 23.551 inwoners. Tussen 1991 en 2001 steeg het inwoneraantal met 7,15 %.

## Plaatsen in partido Las Flores
- Coronel Boerr
- El Despunte
- El Gualichu
- El Mosquito
- El Toro
- El Trigo
- El Tropezón
- Estrugamou
- Harosteguy
- La Porteña
- Las Flores
- Pago de Oro
- Pardo
- Plaza Montero
- Rosas
- Sol de Mayo
- Vilela